# Sergeantenbruder
Seit dem 13. Jahrhundert wurden jene Angehörige des mittelalterlichen Johanniterordens Sergeantenbrüder genannt, die nicht adeliger Herkunft waren. Sie trugen die Zeichen des Ordens und unterlagen den Gelübden, waren aber von Führungspositionen im Orden ausgeschlossen.
In der Frühzeit des Ordens scheint diese Unterscheidung nicht bestanden zu haben und sie stellten wohl immer eine Minderheit der Brüder. Im militärischen Zweig wurden sie als Sergeanten-Waffenbrüder oder auch Caravaniers bezeichnet und trugen im Kampf eine geringfügig andere, meist einfachere Ausrüstung.
Sie sind nicht zu verwechseln mit den Sergeanten des Ordens, die bezahlte Hilfskräfte, aber nicht Mitglieder waren.